# Guizygiella guangxiensis
Guizygiella guangxiensis är en spindelart som först beskrevs av Zhu och Zhang 1993.  Guizygiella guangxiensis ingår i släktet Guizygiella och familjen käkspindlar. Inga underarter finns listade i Catalogue of Life.